# 浅川堤 (富田林市)
浅川堤(あさかわつつみ)は、大阪府富田林市谷川町から甲田南端にかけての石川西岸に築堤された堤防(石川甲田堤)である。天領甲田村(宮甲田町)の庄屋を務めた浅川八郎を中心に私財を投じて築堤されたため、浅川堤と称される。
甲田村の東を流れる石川西岸の附洲は甲田村の流作場であり、江戸時代を通じて度々開墾が試みられた。延宝年間には、開墾を試みた甲田村と石川対岸の西板持村との間で争論となり、幕府により甲田村に非があったとして庄屋と年寄がハリツケの刑を受けている。また、元禄年間には伊勢神戸藩領向田村(甲田)の庄屋水郡家によって堤防が築かれ、その一部20間ほどが今も残り、内堤と称されている。
しかし、度重なる石川の氾濫によって流作場は大きな損害を受け、浅川らによって慶應年間に堤防が築造されるまで長らく放置されていた。文久2年に浅川八郎の祖父であった八左衛門が流作支配人として大津御役所に開田の絵図面を提出しており、浅川八郎による築堤はその遺志を継いだものと思われる。浅川堤は谷川町から甲田南端までの686間半にわたって築かれ、東高野街道と石川間に位置する字上深・下深の両地区13町7畝8歩の開墾地で安定した耕作を可能にした。うち、水郡家が過去に開墾した5町半は水郡家に戻され、残り8町余は浅川家名義となりその後耕作者に売却された。浅川八郎翁之碑に記された良田八町余とはこのことである。
今道萬造によって明治20年頃に記録された錦の織物名跡考には「浅川堤」の記載があり、その功績が称賛されている。明治35年には甲田村(かつての天領・神戸藩領であった宮・南甲田・北甲田)と富田林町谷川を挙げて記念碑が建造され、現在も富田林市の小学校社会科資料集に取り上げられるなど、開墾の功績は忘れられていない。
築堤から記念碑の建造をめぐって、浅川家と水郡家の間で争論が生じ、明治40年に錦部郡北部諸村の産土神であった水郡神社の社名が錦織神社に改称される一因となった。